# Arvid Sand
Karl Arvid Sand, född 16 januari 1998 i Virestad, är en svensk skådespelare.
Sand medverkade i två kortfilmer innan han fick sitt stora genombrott 2019. Han debuterade 2017 genom att spela en av huvudrollerna i kortfilmen Stjärnhimmel som producerades av Christian Zetterberg. Han har också medverkat i kortfilmen When We Dreamed. Året därefter deltog han i produktionen Störst av allt som producerades av FLX och släpptes på Netflix den 5 april 2019. Där spelade han rollen för en nära vän till huvudpersonens pojkvän.

## Filmografi
- ? – When We Dreamed som Devin
- 2017 – Stjärnhimmel som Jacob
- 2019 – Störst av allt (TV-serie) som Lars-Gabriel "Labbe" Sager-Crona
- 2023 - Maria Wern - Ett tidigare liv som Jonny
- 2023 - Ondskan som Affe
- 2024 - Veronika som Love